# L'Intrépide (périodique)
Pour les articles homonymes, voir L'Intrépide.
L'Intrépide est un ancien hebdomadaire français illustré pour enfants publié de 1910 à 1937, créé par la Société parisienne d'édition (SPE) (maison d'édition des frères Offenstadt) pour concurrencer le Journal des voyages.
L'administration était domiciliée au 3, rue de Rocroy dans le Xe arrondissement de Paris. En 1912 le numéro est vendu 5 centimes. Au début des années 1920, il coûte 30 centimes. L'abonnement est alors de 15 francs pour la France et 18 francs pour l'étranger. Un numéro type de 1924 comporte 16 pages dont près de trois d'encarts publicitaires. Léon Roze est l'un de leurs premiers dessinateurs à contribuer.
D'abord sous-titré « Aventures. Voyages. Explorations », puis « Aventures. Sports. Voyages », avec la mention « Terre. Ciel. Eau », L'Intrépide joue volontiers la carte de l'exotisme et du sensationnel : « On élève les serpents venimeux ! » ; « Le monstre des forêts du Congo ». L'humour teinté de colonialisme met en scène des personnages tels que l'explorateur casqué de blanc, Marius Tournesol, Tartarin ou le petit Noir Bamboula. Les dessins humoristiques font la part belle aux histoires d'anthropophages. Des feuilletons maintiennent le jeune lecteur en haleine d'un numéro à l'autre avec des histoires en images de flibustiers, de chasseurs de trésors, d'Apaches ou de trappeurs. Jo Valle est ainsi l'auteur de bandes dessinées intitulées « Cœur-de-Chêne » ou « Le roi du lasso ». On doit à José Moselli « Les démons de la mer ».

## Histoire
Le premier numéro est daté du 22 mai 1910. Un almanach est publié chaque année à partir de 1911. Le dernier numéro (no 1400) paraît le 20 juin 1937.
Ce titre sera réutilisé de 1948 à 1959 par Cino Del Duca en remplacement de L'Astucieux (1947 à 1948) pour enfin devenir L'Intrépide Hurrah de 1959 à 1962.

## Galerie

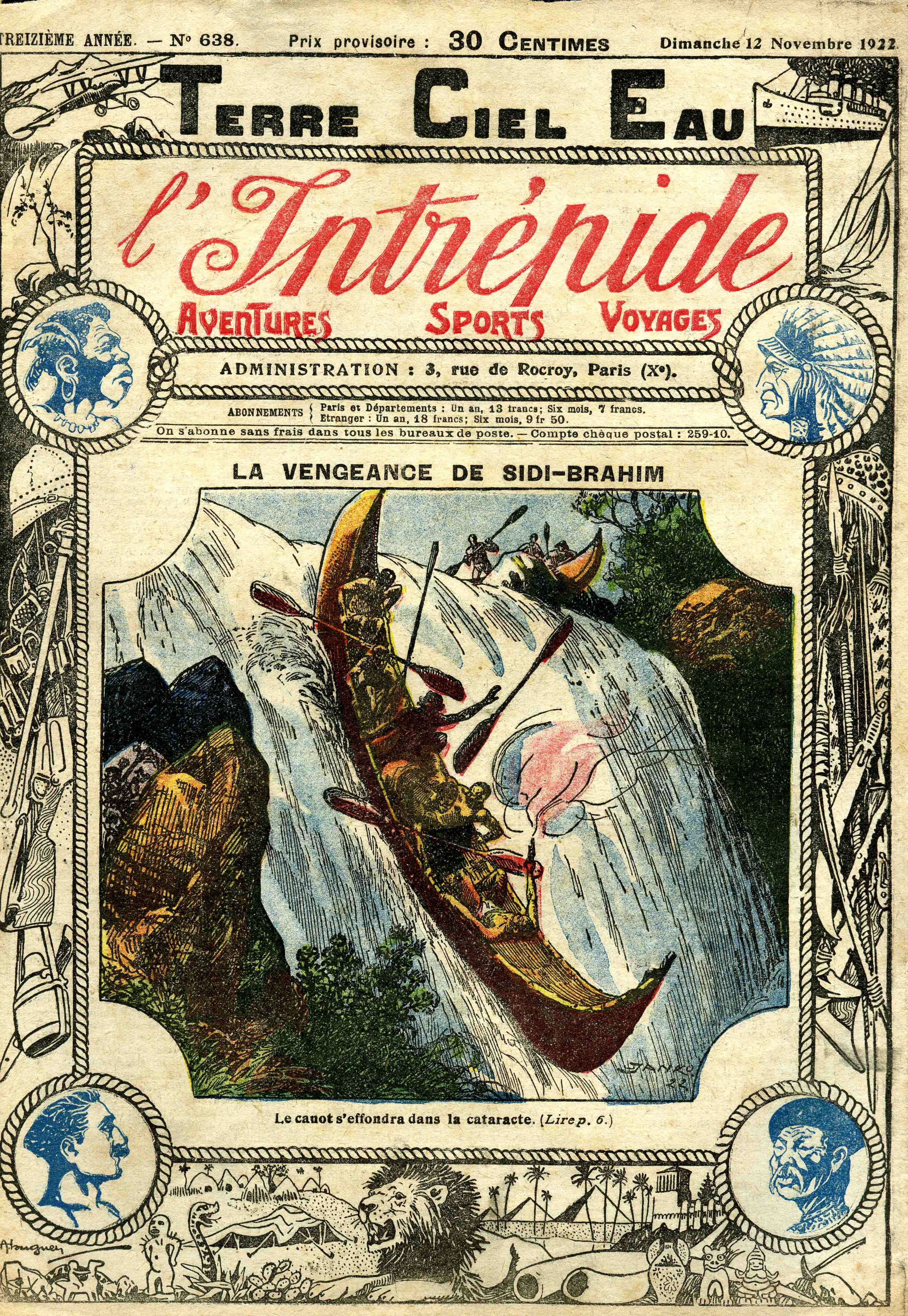
12 novembre 1922
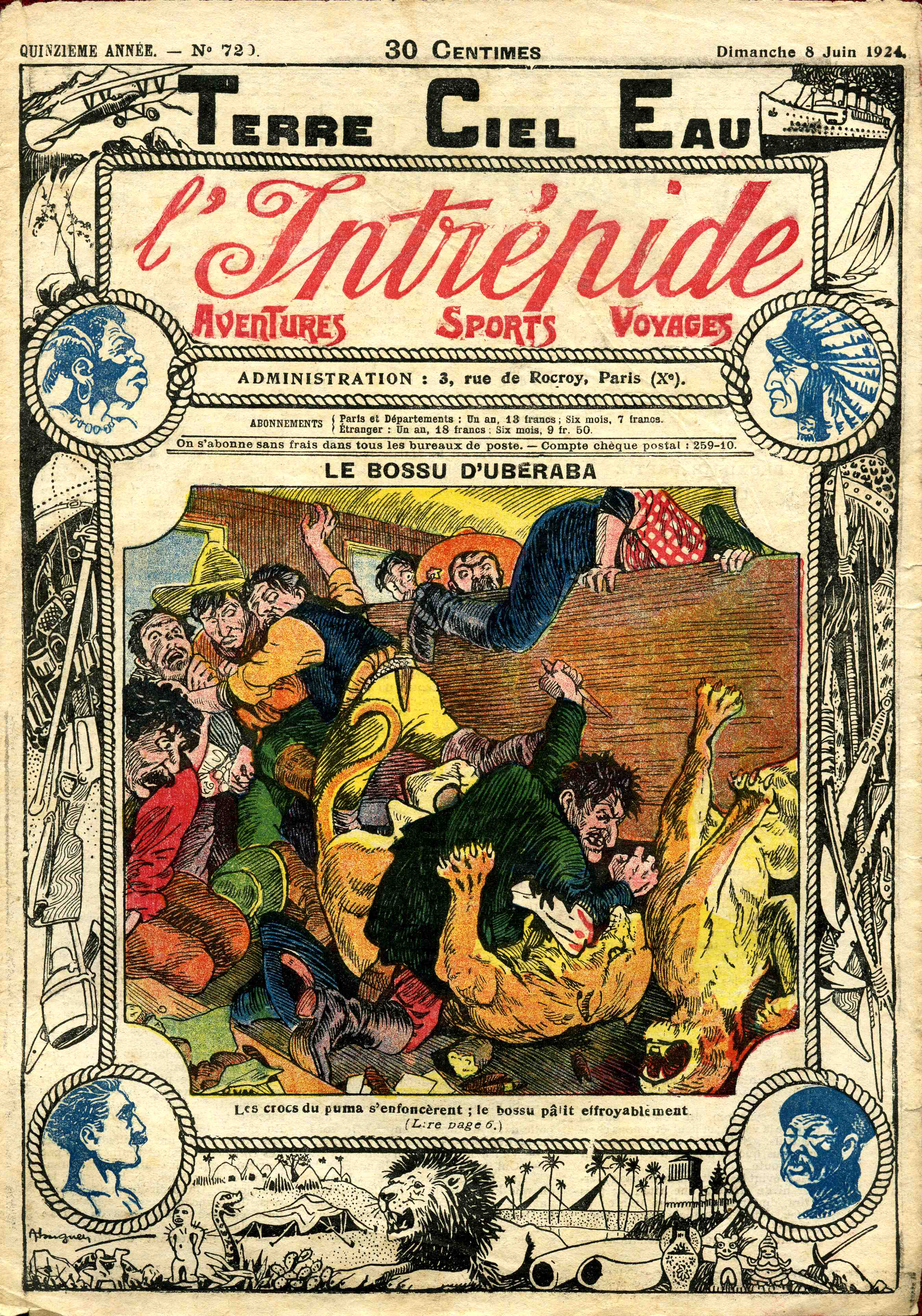
8 juin 1924
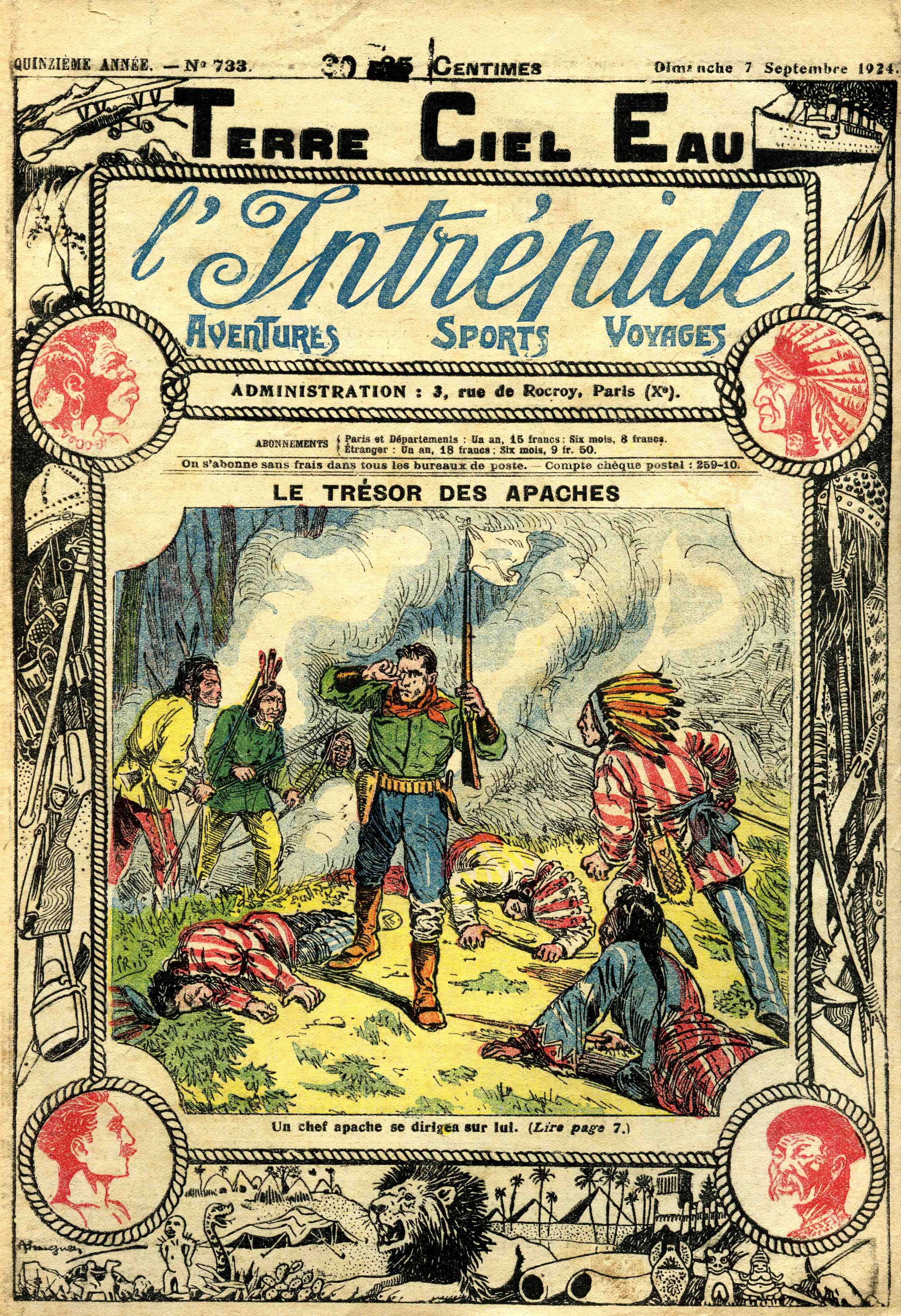
7 septembre 1924